# Едвард Еванс-Причард
Едвард E. Еванс-Причард (енгл. Edward Evan Evans-Pritchard; 21. септембар 1902 – 11. септембар 1973) је био британски антрополог и један од зачетника социјалне антропологије. Био је професор социјалне антропологије на Универзитету у Оксфорду од 1946. до 1970. године. Рођен је у месту Кроубороу, источни Сасекс као син англиканског свештеника. Године 1944. прелази у католичку веру. Еванс-Причард је са својом супругом имао петоро деце. Преминуо је у Оксфорду 11. септембра 1973. године. Познат је по својим истраживањима афричких култура, посебно народа Азанде и Нуера у јужном Судану. Године 1940. са Мејером Фортесом уређује збирку есеја „Афрички политички системи“ која је иницирала компаративно проучавање облика политичких владавина у различитим културама.

## Образовање и теренски рад
Едвард Еванс-Причард се школовао на колеџу у Винчестеру и студирао историју на Ексетер колеџу у Оксфорду. Као постдипломас одлази на Лондонски економски факултет (енг. London School of Economics) где га је подучавао Бронислав Малиновски и Роберт Марет, учесник експедиције у Торесовом пролазу и Чарлс Селигман, специјалиста за Судан. Еванс-Причардов први теренски рад је почео 1926. године међу Азандима, народом горњег Нила и резултовао је докторатском тезом под називом „Враџбине, пророчанства и магија код Азанда“ која је издата 1937. године. Еванс-Причард је наставио да спроводи истраживања у земљи Азанда и Бонго све до 1930. године, када је започео нови истраживачки пројекат међу Нуерима.
Након теренског рада у Судану, Еванс-Причард прихвата посао на катедри социологије на Универзитету у Каиру. Током боравка у Каиру, упознао је језике и културе народа пустиње.
Након повратка у Оксфорд, наставио је истраживање о Нуерима. У том периоду је упознао Мејера Фортера
и Алфред Ретклиф-Брауна који су му постали блиски пријатељи и са којима је сарађивао до краја своје каријере. Еванс-Причард је почео да развија Редклиф-Браунове идеје структуралног функционализма. Као резултат тога, његова трилогија радова о Нуерима (Нуери, Религија Нуера, Сродство и брак међу Нуерима) и збирка есеја „Афрички политички системи“ постали су класика британске социјалне антропологије. Еванс-Причардова књига „Враџбине, пророчанства  и магија код Азанда“ је велики антрополошки допринос социологији знања. Његов рад се фокусирао на познати психолошки ефекат познатији као психолошка атрибуција. Еванс-Причардова каријера је претрпела неуспех због сукоба са Брониславом Малиновским.  Малиновски је уживао у  поетским, детаљним и евокативним описима тробријандског живота, док је Еванс-Причард имао страст према друштвеној теорији и давао је предност јасној, елегантној и логички кохорентној интелектуалној анализи.
Малиновски се није слагао са Еванс-Причардовим идејама које је објавио у делу „Враџбине, пророчанства и магија код Азанда“ (1937). Малиновски је био веома цењен научник и имао је велики утицај на академски свет што је спречило Еванс-Причарда да добије академско радно место. Тек након смрти Бронислава Малиновског 1942. године и уз помоћ свог доброг пријатеља Редклиф-Брауна, Еванс-Причард добија место професора социјалне антропологије на Универзитету Оксфорд. Међу докторским студентима којима је он менторисао били су Талал Асад и Мери Даглас.
Током Другог светског рата, Еванс-Причард је служио у Етиопији, Либији, Судану и Сирији. Резултат боравка у Либији (Киренајка) је његова студија из 1948. године „Сануси Киренајке“ (енг. The Sanusi of Cyrenaica). Документујући локални отпор италијанским освајањима, постао је један од неколико аутора енглеског језика који су писали о барака култу за који се верује да је претходник данашњих радикалних исламских култова. Вероватно је мистицизам католичких сакрамената и обреда, на који је Еванс-Причард наилазио током истраживања религије у другим културама узроковао ово интересовање. Последњих неколико година живота, Причард је посебно заинтересован за мистицизам и тврдио је да мистици свих религијских убеђења, хиндуси, будисти, муслимани и јевреји, као и хришћани, доживљавају исту трансцендентну стварност. Еванс-Причардова конверзија у католицизам није била добро прихваћена у академским круговима посебно због сталног сукоба са Брониславом Малиновским.

## Значајна дела
Најзначајније Еванс-Причардово дело је „Враџбина, пророчанство и магија код Азанда“ из 1937. године. Ова монографија се бави представама и праксом врачања и прорицања код земљорадничког народа у јужном Судану. Анализа и аргументација се одвија у две равни: у једној, он схвата магију као „сигурносни вентил“ који обезбеђује преусмеравање друштвених сукоба у прихватљиве и безбедне канале, тј. као интегративни механизам у најбољој диркемовској традицији; у другој равни, он настоји да открије смисао и логику тог мисаоног света у његовим сопственим условима. Систем представа и веровања код Азанда стабилизује и хармонизује постојећи друштвени поредак. Еванс-Причард ставља акценат на прозаичну и практичну страну магијских представа. Мишљење и вера нису апстрактни процес изван конкретних догађаја у свакодневном животу, већ њихов саставни чинилац. Ово је прва етнографска студија која детаљно описује и анализира логичку структуру система врачања (представе и поступке) у његовом социјалном контексту.
Друго значајно дело Еванс-Причарда је „Нуери“ из 1940. године. То је студија о политичком уређењу Нуера, патрилинеарног сточарског и ратничког друштва народа који живи северно од Азанда. Ово дело се бави средишњим проблемом антропологије акефалних друштава (друштава коа не познају државу нити централизовану власт), на који начин се одвија политичка мобилизација друштва у условима непостојања централне политичке инстанце (власти и владара). Причардова анализа износи на видело начело сегментарне организације, као и улогу родбинских веза које пресецају патрилинеарни систем и изазивају друштвене напетости. Ове монографије, као и дела Мејера Фортера су имале велику улогу у померању фокуса британске социјалне антропологије са Пацифика на Африку.
С Мејером Фортесом 1940. објављује зборник „Афрички политички системи“ који се сматра  иницијалном књигом политичке антропологије. Овај зборник се заснива на теренским истраживањима у осам афричких друштава и њиховом политичком уређењу.

## Касније теорије
Каснији рад Еванс-Причарда је био више теоретски и усмеравао се ка филозофији и природи антропологије. Године 1950. је демантовао општеприхваћено мишљење да је антропологија природна наука, тврдећи да би уместо тога требало да буде груписана међу хуманистичким, поготово историјским наукама. Његов став је да антропологија не би требало да буде ограничена на научне методе, већ треба да користи методе које користе историчари, са фокусом на разумевање религијских аспеката других култура што је значајан допринос антрополошког истраживања знању у целини.
Он је тврдио да је главно питање са којим се антрополози суочавају питање превођења, односно проналажење начина да се мисли неке културе преведу у свет друге културе. На тај начин се омогућава разумевање других култура. Године 1965. објавио је веома утицајне радове о теорији примитивне религије, противећи се постојећим теоријама о „примитивним“ религијским праксама. Тврдио је да је теоријски антрополошки рад педесетих година 20. века не успева да предоре у умове људи који се проучавају. Сматрао је да нтрополози сопствене мотивације и културне идеале који се уклапају у сопствену културу приписују култури која се проучава:
„Ко жели да живи међу Нуерима мора да живи на њихов начин што значи да их мора сматрати неком врстом рођака, а и они ће онда њега сматрати неком врстом рођака. Права, повластице и обавезе одређују се на основу родбинских веза. Човек је или рођак, прави или замишљени, или је особа с којом немате узајамних обавеза и сматрате је могућим непријатељем“.

## Наслеђе
Едвард Еванс-Причард није само одиграо значајну улогу у развоју социјалне антропологије у Британији, већ је утицао и на ставове о религији и антропологији 20. века. Као професор Универзитета у Оксфорду, Причардов утицај је био значајан. Под његовим утицајем се развијала школа социјалне антропологије која је привукла студенте из целог света и постала доминантни правац у светској антропологији. Као члан Колонијалног савета за друштвене науке, он је инсистирао на теренским истраживањима у Африци и на другим континентима. Еванс-Причард је изазвао промену у раширеном уверењу да је антропологија природна наука сматрајући да она мора да се третира као део друштвених наука. У том смислу, антрополози су почели да проучавају културе „изнутра“ улазећи у ум људи које проучавају, покушавајући да разумеју позадину питања зашто људи верују у нешто и зашто се понашају на одређени начин. Тиме је отворен пут ка модерној антропологији и етнографији.

## Почасти
Едвард Еванс-Причард је именован за витеза 1971. године.

### Преведене књиге на српском језику
Еванс-Причард, Едвард Е. (1983). Социјална антропологија. Библиотека XX век: књ. 59, Просвета, Београд.